# Rosema plumbeiplaga
Rosema plumbeiplaga är en fjärilsart som beskrevs av Rothschild 1917. Rosema plumbeiplaga ingår i släktet Rosema och familjen tandspinnare. Inga underarter finns listade.